# Hipódromo de Nad Al Sheba
El Hipódromo de Nad Al Sheba es una antigua instalación de las carreras de caballos pura sangre en Dubái, en los Emiratos Árabes Unidos, abrió sus puertas en 1986. Dispone de 2.200 metros de pista de carreras y espacio de césped que se extiende por la misma distancia. Funcionaba a partir de noviembre a marzo en conjunto con el Carnaval de carreras internacional de Dubái y la copa mundial nocturna de Dubái. El club de golf Nad Al Sheba dejó de operar el 31 de mayo de 2007, debido a la reconstrucción del complejo de carreras con otro nombre y estructura.